# Fjerpen
En fjerpen er et skriveredskab, der er fremstillet af en flyvefjer (gerne en styrefjer) fra en stor fugl. Fjerpenne blev brugt til at skrive med blæk inden opfindelsen af blækpennen, fyldepennen og til sidst kuglepennen.
Som med tidligere penne fremstillet af siv, så har fjerpenne ikke en intern beholder til blæk, og den skal derfor dyppes i et blækhus eller lignende beholder til blæk mens man skriver. Håndskårne fjerpenne af gåsefjer bliver kun brugt i ringe omfang som kalligrafi-redskaber, da mange moderne papirtyper fremstilles af træ, og slider fjeren hurtigt.
Fjerpenne var det primære skriveredskab i Vesten fra 500-tallet og frem til 1800-tallet. Efter opfindelsen af metalpenen i 1823 faldt populariteten.